# Ебісфельде-Веферлінген
Ебісфельде-Веферлінген (нім. Oebisfelde-Weferlingen) — місто в Німеччині, розташоване в землі Саксонія-Ангальт. Входить до складу району Берде.
Площа — 249,22 км2. Населення становить 13 544 ос. (станом на 31 грудня 2021).